# 568
Évszázadok: 5. század – 6. század – 7. század
Évtizedek: 510-es évek – 520-as évek – 530-as évek – 540-es évek – 550-es évek – 560-as évek – 570-es évek – 580-as évek – 590-es évek – 600-as évek – 610-es évek
Évek: 563 – 564 – 565 – 566 –  567 – 568 – 569 – 570 – 571 – 572 – 573

## Események

### Európa
- Alboin, a pannóniai longobárdok királya az avaroktól tartva (akik a gepida állam előző évi meghódítása óta közvetlen szomszédai) úgy dönt, hogy átvonul Itáliába. Előzőleg barátsági szerződést köt az avarokkal és átengedi nekik Pannóniát, majd szász, gót és bolgár szövetségeseivel együtt húsvétkor (a király nemrég tért át az ariánus kereszténységre) elindul. Az itáliai bizánci helyőrségek csak minimális ellenállást tanúsítanak a 100-200 ezresre becsült barbár néptömeggel szemben. Az első jelentős várost, Forum Iuliit elfoglalva Alboin megalapítja a Friuli Hercegséget, melynek élére unokaöccsét, Gisulfot helyezi, hogy megvédje a hátát a bizánciak vagy avarok támadásaitól. Az év hátralevő részében meghódítja Veneto városait: Aquileiát, Tarvisiumot, Veronát, Brixiát és Opitergumot. I. Paulinus aquileiai pátriárka egyháza kincseivel Grado szigetére menekül.
- Az avarok megszállják Pannóniát, hatalmukba kerítve az egész Kárpát-medencét. Baján kagán a vazallus kutrigurokat a bizánci határra, a Szávától délre telepíti. Ostrom alá veszi Sirmiumot, de a bizánci helyőrség visszaveri támadását.
- I. Chilperic frank király előző évben elvett feleségét, Galswinthát megfojtva találják az ágyában. A király három nap múlva feleségül veszi korábbi, szolgálólányból lett szeretőjét, Fredegundot. Galswintha húga, Brünhilda ráveszi férjét, I. Sigebert frank királyt hogy bosszúból üzenjen hadat Chilpericnek.
- Meghal Adda, Bernicia királya. Utóda fivére, Æthelric.
- Ceawlin wessexi király a wibbanduni csatában legyőzi a kenti Æthelberhtet.

### Kína
- Az év végén a Csen-dinasztia 14 éves császárát, Fejt, nagybátyja, Csen Hszü lázadók támogatásával vádolja és lemondatja. A trón egy hónapig üresen áll, majd a következő év elején Csen Hszü foglalja el.

## Halálozások
- Adda, berniciai király
- Galswintha, I. Chilperich frank király második felesége

## Fordítás
- Ez a szócikk részben vagy egészben  a(z)   568 című angol Wikipédia-szócikk ezen változatának fordításán alapul.  Az eredeti cikk szerkesztőit annak laptörténete sorolja fel. Ez a jelzés csupán a megfogalmazás eredetét és a szerzői jogokat jelzi, nem szolgál a cikkben szereplő információk forrásmegjelöléseként.